# Kazimierz Krahelski
Kazimierz Krahelski (ur. 21 lutego 1890 w Wilnie, zm. 9–11 kwietnia 1940 w Katyniu) – major administracji (piechoty) Wojska Polskiego, działacz niepodległościowy, farmaceuta, kawaler Orderu Virtuti Militari, ofiara zbrodni katyńskiej.

## Życiorys
Syn Henryka i Tekli z Buchowieckich, urodzony 21 lutego 1890 w Wilnie. W latach 1900–1908 uczęszczał do 1 Gimnazjum w Wilnie, a następnie odbywał praktykę farmaceutyczną w wileńskich aptekach. W międzyczasie odbył służbę wojskową w kawalerii armii rosyjskiej.
W sierpniu 1914 został zmobilizowany i wysłany na front zachodni. W czerwcu 1916, po ukończeniu szkoły wojskowej w Kijowie, został mianowany chorążym i przeniesiony do batalionu zapasowego w Odessie. W marcu 1917 został wysłany z kompanią marszową na front rumuński i tam wcielony do 24 pułku strzelców na stanowisko dowódcy kompanii.
Od listopada 1917 w II a następnie w I Korpusie Polskim. W czerwcu 1918 koło Briańska został aresztowany przez bolszewików, lecz wkrótce przy pomocy POW został uwolniony. Po wyjściu z niewoli w 4 Dywizji gen. Żeligowskiego. W szeregach 29 pułku piechoty walczył na wojnie z bolszewikami. 24 lutego 1920 został ranny pod Sokółką. W 1921 uhonorowano go Krzyżem Srebrnym Orderu Wojskowego Virtuti Militari. We wniosku o nadanie tego odznaczenia napisano, m.in.:

9 czerwca 1920 r. w czasie ataku II baonu na wieś Kozaczki i Bogdinoje jako młodszy oficer kierował dwoma plutonami kaemów w czasie, gdy bolszewicy zaczęli flankowanie prawego skrzydła baonu. Spowodowało to zatrzymanie 28 Pułku Strzelców Kaniowskich. Por. Krahelski manewrując, wysunął kaem tak, że po odkryciu skutecznego ognia, bolszewicy w panice zaczęli odwrót, po czym por. Krahelski z garstką ludzi (obsługa kaemu) rzucił się do ataku biorąc 1 kaem i kilku jeńców. W dalszym ataku na wieś Bogdinoje, ryzykując własnym życiem, oskrzydlił pozycje bolszewickie, co spowodowało łatwe ich zdobycie. 16 czerwca 1920 r. por. Krahelski jako młodszy oficer 5 kompanii wraz z plutonem brawurowym atakiem zajął folwark Pawłowicze biorąc jeńców, co ułatwiło zajęcie pozycji bolszewickiej nad rzeką Auta.

W 1921 ukończył kurs dowóódców batalionów w Głównym Centrum Wyszkolenia w Rembertowie. W 1922 został przeniesiony do 57 pułku piechoty. W marcu 1925 został przydzielony do PKU Szamotuły na stanowisko I referenta. Z dniem 23 czerwca tego roku został przeniesiony do Korpusu Ochrony Pogranicza. Służył kolejno w 9 batalionie granicznym w Klecku, 22 batalionie granicznym w Nowych Trokach i 24 batalionie granicznym w Sejnach. W marcu 1931 został przeniesiony do 11 pułku piechoty w Tarnowskich Górach na stanowisko komendanta kadry batalionu zapasowego w Będzinie (poźniej w Szczakowej). Na stopień majora został mianowany ze starszeństwem z 19 marca 1938 i 2. lokatą w korpusie oficerów administracji, grupa administracyjna. Był to tzw. „awans emerytalny”, związany z przeniesieniem w stan spoczynku z dniem 31 sierpnia 1938. W następnym roku został przydzielony do Oficerskiej Kadry Okręgowej Nr V i był przewidziany do użycia w czasie wojny. Po zwolnieniu z wojska zamieszkał w Krzeszowicach przy ul. gen. Chłopickiego 152. 
Po wybuchu II wojny światowej i agresji ZSRR na Polskę z 17 września 1939, w nieznanych okolicznościach dostał się do niewoli sowieckiej. W kwietniu 1940 znajdował się na liście jeńców przebywających w obozie w Kozielsku. Między 7 a 9 kwietnia został przekazany do dyspozycji naczelnika Zarządu NKWD Obwodu Smoleńskiego – lista wywózkowa 017/2 z 5 kwietnia 1940, pozycja 61. Między 9 a 11 kwietnia 1940 został zamordowany w Katyniu przez funkcjonariuszy Obwodowego Zarządu NKWD w Smoleńsku oraz pracowników NKWD przybyłych z Moskwy na mocy decyzji Biura Politycznego KC WKP(b) z 5 marca 1940. Ofiary tej zbrodni grzebano w bezimiennych mogiłach zbiorowych, gdzie od 28 lipca 2000 mieści się oficjalnie Polski Cmentarz Wojenny w Katyniu. W miejscu tym prowadzone były ekshumacje i prace archeologiczne, jednak Kazimierz Krahelski nie został zidentyfikowany.
Był żonaty, dzieci nie miał.
5 października 2007 minister obrony narodowej Aleksander Szczygło mianował go pośmiertnie na stopień podpułkownika. Awans został ogłoszony 9 listopada 2007 w Warszawie, w trakcie uroczystości „Katyń Pamiętamy – Uczcijmy Pamięć Bohaterów”.

## Ordery i odznaczenia
- Krzyż Srebrny Orderu Wojskowego Virtuti Militari nr 3655[3] – 1921[22]
- Krzyż Niepodległości – 20 lipca 1932 „za pracę w dziele odzyskania niepodległości”[23]
- Krzyż Walecznych dwukrotnie[24][1]
- Srebrny Krzyż Zasługi[24][1]
- Medal Pamiątkowy za Wojnę 1918–1921[3]
- Medal Dziesięciolecia Odzyskanej Niepodległości[3]
- Odznaka za Rany i Kontuzje z jedną gwiazdką[3]
- Medal Zwycięstwa[3]

## Upamiętnienie
13 kwietnia 2016, w ramach akcji „Katyń... pamiętamy” / „Katyń... Ocalić od zapomnienia”, w ogrodzie Pałacu Prezydenckiego został zasadzony Dąb Pamięci poświęconego wszystkim Ofiarom Zbrodni Katyńskiej, certyfikat z numerem 1.